# Emel Mathlouthi
Emel Mathlouthi (Tunis, 11 januari 1982), ook bekend als Emel, is een Tunesische zangeres, muzikante en songwriter. Ze werd bekend toen haar protestlied Kelmti Horra ('mijn woord is vrij') uitgroeide tot strijdlied van de Tunesische Jasmijnrevolutie en Arabische lente. In haar muziek mengt ze Arabische invloeden met westerse pop en elektronica.

## Biografie
Emel Mathlouthi begon met zingen toen ze 10 jaar oud was. Op haar 15e trad ze voor het eerst op. In haar studietijd begon ze songs met een politieke boodschap te schrijven. Toen ze bekender werd, verbood de Tunesische regering haar kritische songs. Mathlouthi besloot naar Parijs te verhuizen. In Frankrijk ontmoette ze Tricky met wie ze ook zou samenwerken.
Na de val van de Tunesische president Zine El Abidine Ben Ali zong Mathlouthi haar lied Kelmti Horra te midden van een massa demonstranten. De beelden gingen de wereld over en Kelmti Horra werd een van de populairste revolutieliederen.
In 2012 bracht Mathlouthi haar debuutalbum Kelmti Horra uit, waarop ze Arabische invloeden combineerde met westerse invloeden van artiesten als Björk en Massive Attack. Het album werd goed ontvangen in de pers. Mixedworldmusic omschreef het als "Arabische triphop met een volstrekt eigen karakter van een ambitieuze, talentrijke zangeres waar we nog veel van gaan horen." Ahram Online noemde Mathlouthi "de Fairuz van haar generatie".
Op Mathlouthi's tweede album Ensen (2017) was opnieuw een combinatie te horen van Arabische en elektronische muziek, gecombineerd met Mathlouthi's stem, die "afwisselend kwetsbaar en krachtig" is. Daarnaast was er op dit album ook 21e-eeuwse avantrock te horen, met "Kate Bush, Björk en James Blake als duidelijke invloeden".
In 2019 kwam Mathlouthi's album Everywhere We Looked Was Burning uit. Dit was haar eerste volledig Engelstalige album.
MRA (2024) maakte Mathlouthi met een team dat volledig uit vrouwen bestond: de producenten, technici, musici, fotografen etc. waren allemaal vrouwen. De tracks op Mathlouthi's vorige albums werden bijna altijd door mannen geproduceerd, en Mathlouthi kwam tot de conclusie dat dit niet zou veranderen als ze die verandering niet zelf zou afdwingen. MRA was een mix van genres, waaronder rock, funk, hiphop, Arabische reggaeton, Afrikaanse trap en drum-'n-bass. De teksten op dit album gingen over onderwerpen als homofobie, transfobie, seksisme en racisme.
Mathlouthi gaf diverse optredens in Nederland en België. Zo stond ze op Amsterdam Roots Festival, Le Guess Who?, Crossing Border, Sfinks en Esperanzah!

## Discografie
- Kelmti Horra (2012)
- Ensen (2017)
- Ensenity (Remix Album) (2018)
- Everywhere We Looked Was Burning (2019)
- The Tunis Diaries (2020)
- MRA (2024)